# Her er dit liv
Her er dit liv er en DR-klassiker fra 1980'erne. I programmet bliver en spændende person kidnappet og bragt til det direkte program i TV-Byens Studie 3 og siden hen i DR-Byens Studie 5. Her møder aftenens hovedperson sit liv – gamle skolekammerater, venner, familie eller kolleger for at hylde ham/hende. Portrætprogrammet startede i midten af 1980'erne med Gregers Dirckinck-Holmfeld, og siden hen med Camilla Miehe-Renard i slutningen af 1990'erne. Og nu med i en opgraderet 2011-version med Puk Elgård, og senere Lise Rønne og Mads Steffensen i værtsstolen.
Programmet er en danske version af det amerikanske koncept "This Is Your Life" Skabt af TV-Manden Ralph Edwards der også var programmets vært. Programmet havde premiere i amerikansk radio i 1948. Fra 1952-1961 blev programmet sendt på NBC-TV. I 1970'erne, 80erne og 90erne er programmet blevet produceret i syndikation. I 1957 vikarierede den senere amerikanske præsident Ronald Reagan som vært i to episoder af programmet.

## Hovedpersoner

### 1983-1991
Vært: Gregers Dirckinck-Holmfeld
| Udsendt    | Hovedperson                                                                                 |
| ---------- | ------------------------------------------------------------------------------------------- |
| 20-08-1983 | Læge og frihedskæmper Hugo Horwitz                                                          |
| 27-08-1983 | Journalist og politiker Nele Poul Sørensen                                                  |
| 03-09-1983 | Læge Lis Madsen, som rejste til Indien.                                                     |
| 10-09-1983 | Fodboldlegenden John Hansen                                                                 |
| 17-09-1983 | Gudrun Lauridsen - en helt almindelig kvinde med en usædvanlig historie.                    |
| 24-09-1983 | Skuespiller og instruktør Erik Clausen                                                      |
| 18-08-1984 | Speedwaykører og pilot Morian Hansen                                                        |
| 25-08-1984 | Dagny Kjærsgaard Hagopian, hvis liv portrætteres af venner, familie og kolleger.            |
| 01-09-1984 | Musiker og skuespiller Otto Brandenburg                                                     |
| 08-09-1984 | Sygeplejerske Dagmar Hanghøj, som arbejdede på hospitalsskibet Jutlandia under Koreakrigen. |
| 15-09-1984 | Instruktør Sam Besekow                                                                      |
| 22-09-1984 | Dirigent Ole Schmidt                                                                        |
| 16-03-1985 | Sanger og Skuespiller Peter Belli                                                           |
| 23-03-1985 | Erhvervskvinde (polskfødt) Jolanta Buch Andersen                                            |
| 30-03-1985 | Overlæge og modstandsmand Jørgen Røjel                                                      |
| 06-04-1985 | Sanger og skuespiller Poul Bundgaard                                                        |
| 13-04-1985 | Journalist og foredragsholder Bente Hansen                                                  |
| 20-04-1985 | Skuespiller Buster Larsen                                                                   |
| 17-01-1987 | TV-vært (med speciale i musik-, quiz- og underholdningsprogrammer) Otto Leisner             |
| 19-04-1991 | Skuespiller Bodil Udsen                                                                     |
| 26-04-1991 | Sejlsportsudøver Paul Elvstrøm                                                              |
| 03-05-1991 | Komponist og musiker (herunder som regel pianisten i Her er dit liv) Fuzzy                  |
| 10-05-1991 | Sangerinde Grethe Sønck                                                                     |
| 17-05-1991 | Udgik pga. sygdom                                                                           |
| 24-05-1991 | Skuespiller Jens Okking                                                                     |

### 1997-2000
Vært: Camilla Miehe-Renard
| Udsendt    | Hovedperson                                                   |
| ---------- | ------------------------------------------------------------- |
| 21-11-1997 | Politiker Thorkild Simonsen                                   |
| 28-11-1997 | Skuespiller Søren Østergaard                                  |
| 05-12-1997 | Folketingsmedlem Lilli Gyldenkilde                            |
| 12-12-1997 | Balletdanser Anne Marie Vessel Schlüter                       |
| 19-12-1997 | Musiker og Komponist Peter A.G. Nielsen                       |
| 26-12-1997 | Skuespiller Malene Schwartz                                   |
| 25-12-1998 | Politiker Svend Auken                                         |
| 01-01-1999 | Skuespiller Margrethe Koytu                                   |
| 08-01-1999 | Sanger og komponist Anne Linnet                               |
| 15-01-1999 | Fagforeningsmand og politiker Preben Møller Hansen            |
| 22-01-1999 | Skuespiller og teaterleder Jytte Abildstrøm                   |
| 29-01-1999 | Komponist Bent Fabricius-Bjerre                               |
| 03-12-1999 | Kunstmaler, musiker og Skuespiller Leif Sylvester Petersen    |
| 10-12-1999 | Sanger og skuespiller Dario Campeotto                         |
| 17-12-1999 | Politiker Kirsten Jacobsen                                    |
| 25-12-1999 | Skuespiller Ulf Pilgaard                                      |
| 08-01-2000 | Cirkusdirektør Diana Benneweis                                |
| 15-01-2000 | Komiker, skuespiller og i en periode politiker Jacob Haugaard |
| 22-01-2000 | Balletdanser Vivi Flindt                                      |
| 29-01-2000 | Maler, multikunstner og instruktør Jens Jørgen Thorsen        |

### 2011
Vært: Puk Elgård
| Udsendt    | Hovedperson                         |
| ---------- | ----------------------------------- |
| 11-11-2011 | Skuespiller Niels Olsen             |
| 18-11-2011 | Sangskriver og Producer Remee       |
| 25-11-2011 | Ingen udsendelse                    |
| 02-12-2011 | Sangerinde Sanne Salomonsen         |
| 09-12-2011 | Ingen udsendelse                    |
| 16-12-2011 | Ingen udsendelse                    |
| 23-12-2011 | Ingen udsendelse                    |
| 25-12-2011 | Skuespiller og komiker Peter Frödin |
| 30-12-2011 | Komiker Casper Christensen          |

1. ↑  grundet Vild med dans-finalen på TV2
2. ↑  grundet VM-Håndbold: Danmark-Sverige
3. ↑  grundet DRs Store Juleshow

### 2012
Vært: Lise Rønne
Den 1., 20., 25. og 29. juni optages 4 nye programmer i DR-Byen. Programmerne sendes til efteråret.
| Optagedag | Hovedperson           |
| --------- | --------------------- |
| 1. juni   | Nikolaj Coster-Waldau |
| 20. juni  | Peter Schmeichel      |
| 25. juni  | Jarl Friis-Mikkelsen  |
| 29. juni  | Paprika Steen         |

#### Julespecial
Vært: Mads Steffensen
| Optagedag    | Hovedperson    | Sendt        |
| ------------ | -------------- | ------------ |
| 10. december | Jacob Haugaard | 14. december |
| 13. december | Lars Brygmann  | 21. december |

### 2013
Vært: Mads Steffensen
| Optagedag    | Hovedperson          | Sendt        |
| ------------ | -------------------- | ------------ |
| 7. november  | Poul Nyrup Rasmussen | 22. november |
| 12. november | Lisbeth Dahl         | 29. november |
| 19. november | Ghita Nørby          | 6. december  |
| 25. november | Ole Thestrup         | 20. december |
| 2. december  | Søs Egelind          | 31. december |

På grund af VM i kvinde håndbold blev der ikke sendt Her Er Dit Liv den 13. december.

### 2014
Vært: Mads Steffensen
| Optagedag    | Hovedperson       | Sendt        |
| ------------ | ----------------- | ------------ |
| 5. november  | Lise Nørgaard     | 7. december  |
| 11. november | Preben Elkjær     | 27. december |
| 19. november | Susse Wold        | 30. december |
| 24. november | Preben Kristensen | 25. december |
| 2. december  | Anne Marie Helger | 19. december |

## Andre lande
"Her er dit liv" er blevet produceret i flere lande Bl.a.:
Storbritannien under titlen "This Is Your Life" fra 1955-1964 på BBC, fra 1969-1993 på ITV, fra 1994-2003 på BBC og i 2007 på ITV.
Australien under titlen "This Is Your Life" Fra 1975-1980, 1995-2008 og i 2010.
New Zeeland under titlen "This Is Your Life" Fra 1984-2000, 2007-2008 og 2010-fremefter.
Sverige under titlen "Här är ditt liv" fra 1980-1991 på SVT med Lasse Holmqvist som vært, 1995 på SVT( Under titlen "Ett sånt liv!")med Ingela Agardh som vært og 2009-2010 på SVT med Ingvar Oldsberg som vært. I 1995 produceret den private TV-Station Øresundskanalen to episoder med Lasse Holmqvist som vært.
Norge under titlen "Dette er ditt liv" fra 1985-1986 og 1995 på NRK med Harald Tusberg som vært.
Frankrig under titlen "C´est votre vie" i 1993 med Frédéric Mitterrand som vært. 2013-fremefter med Stéphane Bern som vært.